# Grotte de la louve
La grotte de la louve (en italien : Grotta della Lupa) est une formation karstique d'intérêt spéléologique, située sur le territoire du parc national de la Majella, dans la commune de Roccamorice, province de Pescara dans les Abruzzes,.

## Description
La grotte s'ouvre à l'intérieur de la mine Santo Spirito, et ne semble posséder aucune entrée en surface. Le tunnel qui intercepte la grotte est accessible depuis les trois entrées de la mine, toutes situées à une altitude d'environ 1 075 m.

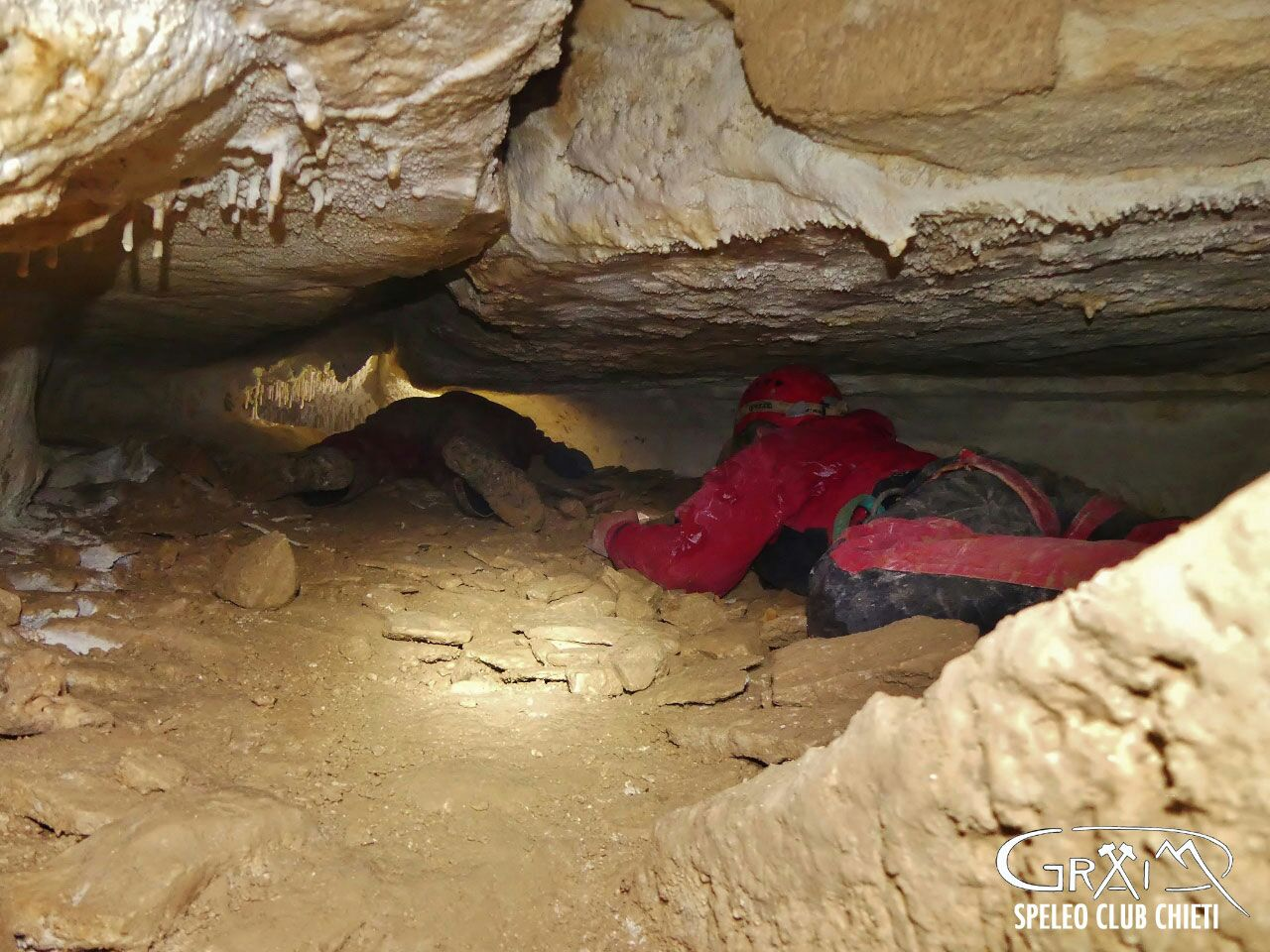
Partie supérieure de la grotte.

Le développement linéaire de la grotte explorée est d'environ 1 800 m, pour un dénivelé d'environ 230 m. À partir du point d'accès, il se développe en deux branches : celle d'amont se termine par un éboulis, et une en descente qui reste en cours d'exploration, en raison des difficultés techniques de progression et des longs temps de trajet.
D'un point de vue morphologique et spéléologique, la grotte se présente comme une grande cavité, principalement sinueuse, difficile à parcourir, tandis que dans certaines sections, se trouve des expansions qui atteignent plus de 20 m de hauteur. La grotte présente une forte concrétion (stalactites, colonnes, voiles, etc.), qui lui confère beaucoup d'intérêt esthétique.

## Découverte
La découverte de la grotte est le fait du GRAIM (Gruppo di Ricerca di Archeologia Industriale della Majella), dont les membres, dans le cadre de leurs activités d'exploration des mines de roches asphaltiques et bitumineuses présentes sur le territoire de la Maiella, le 14 juin 2015, découvrent la grotte. L'étendue de la découverte et sa valeur spéléologique et scientifique ont été immédiatement comprises par les membres du GRAIM, à tel point qu'ils ont immédiatement impliqué le Speleo Club Chieti qui, grâce à sa capacité à opérer dans un environnement souterrain imperméable, a commencé les premières explorations en profondeur de la grotte.

## Exploration

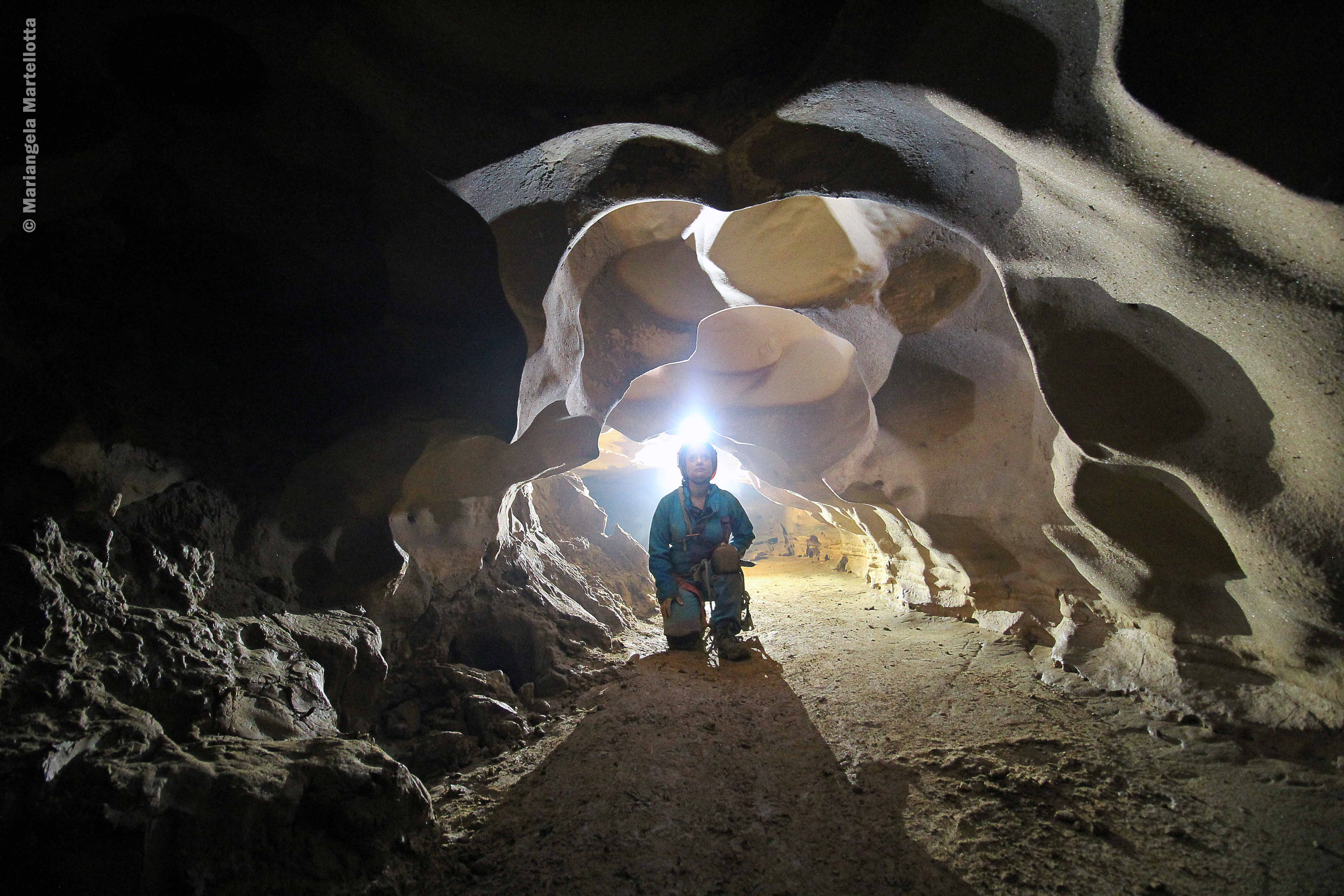
Salle des coquilles Saint-Jacques.

Le 21 juin 2015 a commencé la première reconnaissance approfondie qui a confirmé le caractère extraordinaire de la découverte et c'est pourquoi le parc national de la Majella, la Surintendance Archéologique de Chieti et la Commune de Roccamorice ont été immédiatement intéressés. En effet, les caractéristiques morphologiques et géologiques, l'extension et, enfin et surtout, la découverte d'ossements dans la branche montagneuse étaient d'un grand intérêt et, après des examens minutieux, se sont révélés d'une importance paléontologique considérable.
Les résultats des premières explorations en profondeur ont suscité suffisamment d'intérêt pour attirer dans la grotte, dans les semaines suivantes, des savants et des spéléologues de premier plan, qui ont ensuite contribué à la progression et aux activités d'étude de la cavité.
La multiplicité des domaines d'intérêt a conduit l'Autorité du parc national à coordonner une étude multidisciplinaire dans quinze secteurs scientifiques et historico-anthropologiques qui implique diverses organisations et associations.

## Paléontologie

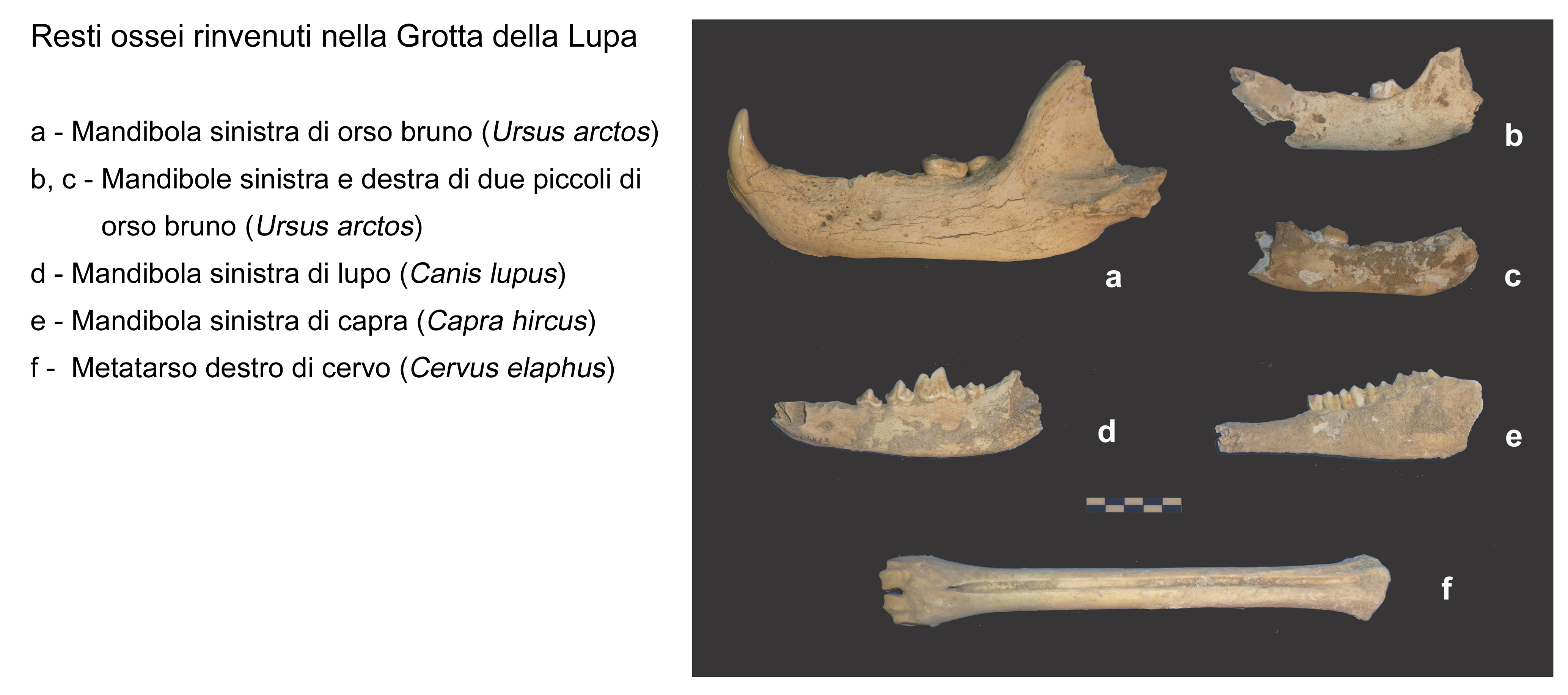
Ossements de la grotte du loup.

De nombreux restes osseux attribuables à un ou plusieurs spécimens d'ours brun (Ursus arctos), de loup gris (Canis lupus ), de cerf élaphe (Cervus elaphus) et de chèvre (Capra hircus) ont été trouvés du côté amont de la grotte.
La taphonomie du dépôt met en évidence plusieurs temps d'arrivée des ossements, dont beaucoup ont probablement été sélectionnés parmi des carcasses déjà démembrées à l'extérieur. La période pendant laquelle la formation du dépôt a eu lieu ne doit pas être longue. Cependant, l’état de fossilisation est différencié et il n’est donc pas possible d’émettre une hypothèse de datation précise. Le fait est qu'une fine couche de calcite recouvrait une partie des os supposés les plus anciens, tandis que les autres - qui en étaient dépourvus - ne sont recouverts que par un sédiment de terre brune.